# 石生紫草
石生紫草（学名：Lithospermum hancockianum）为紫草科紫草属的植物。分布于中国大陆的云南、贵州等地，见于石灰岩山坡以及石缝，目前尚未由人工引种栽培。

## 别名
石松（植物名实图考）